# ATI FireMV

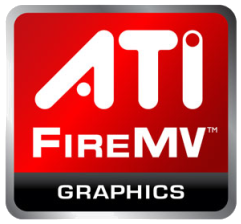
ATI FireMV Emblem

FireMV ist ein Markenname des Unternehmens AMD (zuvor ATI Technologies) für professionelle Grafikkarten. Die FireMV-Serie wird für den Bereich professioneller 2D-Anwendungen (Bildbearbeitung, Multihead-Lösungen für Börse, Medizin etc.) angeboten und ist dabei vor allem für den Einsatz von mehreren Monitoren gedacht, was der Name FireMV (MultiView) auch verdeutlicht.
Zusätzlich gewährt der Hersteller für diese hochpreisigen Karten einen bevorzugten Support, um die Bedürfnisse von Unternehmen – beispielsweise im Finanzsektor – zu bedienen.
Die FireMV-Grafikkarten verfügen trotzdem über eine 3D-Beschleunigung, die ab der FireMV 2250 (basiert auf RV516) in etwa auf dem Niveau der Radeon X1550 liegt. Die Karten sind sowohl für PCI als auch für PCI Express verfügbar. Der Anschluss mehrerer Monitore wird über einen DMS-59 Anschluss realisiert. Somit können auch DVI-Monitore angeschlossen.
Mit dem Modell FireMV 2400 erschien im Jahr 2008 das letzte Modell der FireMV Serie. Die letzte offizielle Treibersoftware für die Serie wurde am 28. Januar 2010 veröffentlicht. Im Jahr 2009 gab es bereits Pläne, dass die FirePro Serie eine Ablöse darstellen soll.

## Modelle

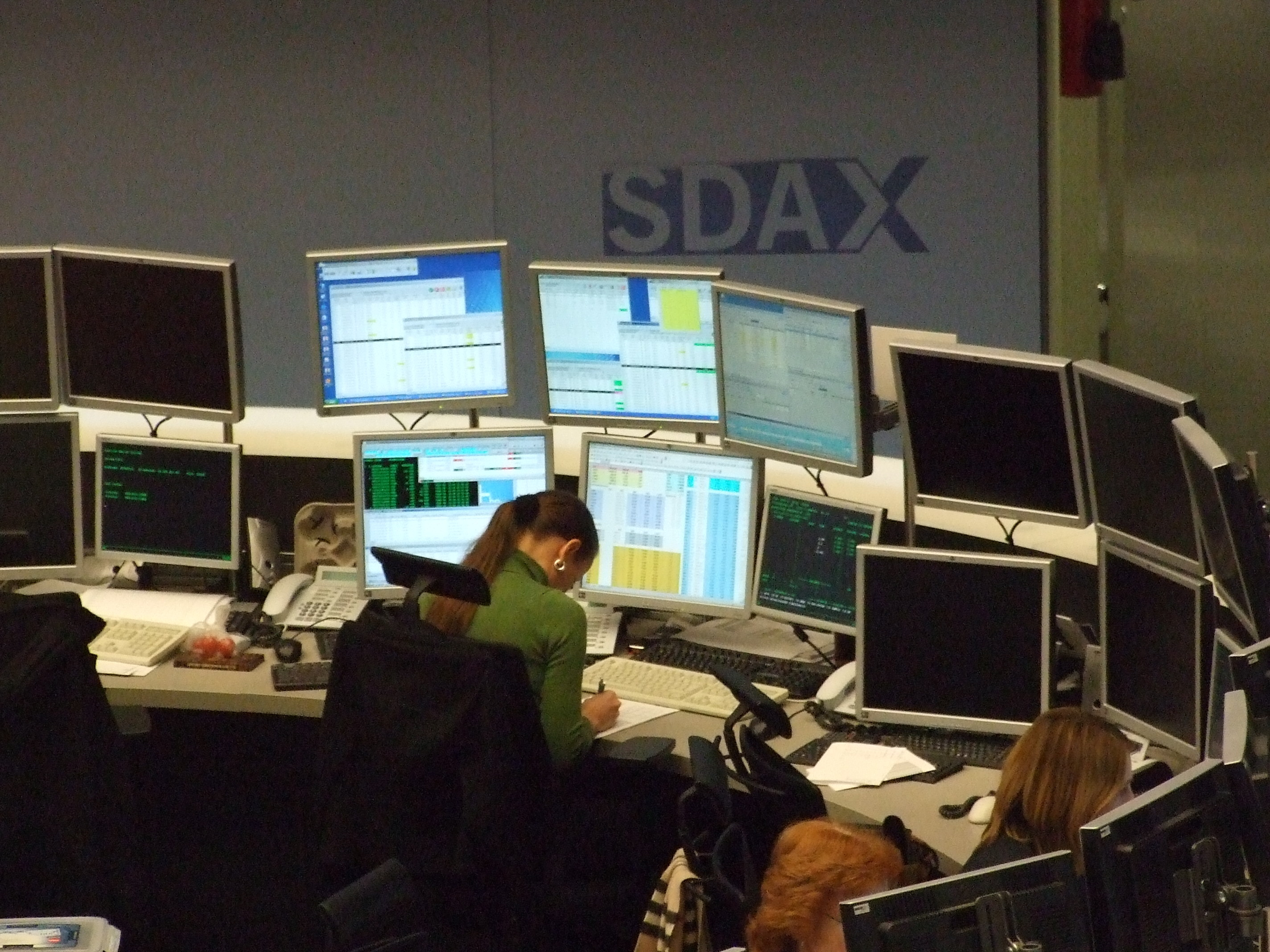
Gleichzeitiger Einsatz mehrerer Monitore an der Frankfurter Wertpapierbörse

### PCI
- FireMV 2200
- FireMV 2400
- FireMV 2260

### PCI-Express
- FireMV 2200
- FireMV 2250
- FireMV 2260
- FireMV 2400

## Belege
1. ↑  TechPowerUp Database ATI FireMV Series. TechPowerUp, 5. November 2023, abgerufen am 5. November 2023 (englisch).
2. ↑  FireMV 2400 PCIE Drivers & Support | AMD. 5. November 2023, archiviert vom Original am 5. November 2023; abgerufen am 5. November 2023.  Info: Der Archivlink wurde automatisch eingesetzt und noch nicht geprüft. Bitte prüfe Original- und Archivlink gemäß Anleitung und entferne dann diesen Hinweis.
3. ↑  Volker Rißka: AMD: Dual-GPU-Grafikkarte benötigt nur 17 Watt - ComputerBase. Computerbase, 9. März 2009, archiviert vom Original am 5. November 2023; abgerufen am 5. November 2023.  Info: Der Archivlink wurde automatisch eingesetzt und noch nicht geprüft. Bitte prüfe Original- und Archivlink gemäß Anleitung und entferne dann diesen Hinweis.